# Варлам Керетски
Варлам Керетски (рођ, Василиј; око 1505 – око 1590) – православни свештеник, касније монах; живео аскетским животом на Кољском полуострву у 16. веку. Руска православна црква га поштује као светитеља.
Православна црква помиње светог Варлама 6. новембра(19. новембар). Такође је поштован у саборима Колских и Карелских светаца.
Подаци о преподобном Варламу налазе се у „Причи о преподобном Варламу из Керета“. Међутим, најранији познати примерак Приче датира из краја 17. века. У том смислу, канон светитељу, који је најкасније 1658. написао соловецки монах Сергије (Шелоњин), изгледа много потпунији. По свој прилици, аутор канона је имао потпунији спис Повести. Поред тога, постоји низ примерака касније верзије житија светитеља, које је написао староверски писар Трифон Петров, који су знатно сиромашнији по садржају. Постоје усмене референце на светог Варлама. Дакле, позната „Стара прича о Варламу Керецком” је упрошћена и прилично вулгаризована прича о светитељу. Године 2021. фрагментарну антику је реконструисао и извео Александар Маточкин.

## Биографија
Свети Варлам, који је у свету носио име Василије, рођен је у селу Керету на обали Белог мора, највероватније у породици простог Поморца. Према житијима светих, Василије је био „поучен у књигама“, што је у то време било ретко. Могуће је да се обука одвијала у Шуеретском скиту код старца Зосиме и преподобног Теодорита Колског.
Око 1535. године Василије се оженио и рукоположен прво за ђакона, а убрзо и за свештеника, након чега је послат за настојатеља у Никољску цркву у граду Колу. После повратка Светог Теодорита у Колу и оснивања Тројице Колског манастира, Василиј је 1540. године премештен у Керетску цркву Светог Георгија.
Према житију, отац Василије је, када је био настојатељ цркве Светог Николе у Колу, истерао демона који је живео на Аврамису и захтевао жртве чак и од крштених рибара. Он је, напуштајући своје „уходано место“, запретио да ће се осветити „свештенику“. Демонска освета се испунила када су се свештеник Василије и његова жена вратили у своје родно село Керет. Тамо се догодила трагедија која је променила живот будућег свеца. Познато је да је свештеник Василиј убио своју жену, али нема поузданих информација о разлогу за то. Према житију и Старом спису, он је своју жену осумњичио за прељубу и убио је у налету љубоморе. Према другој верзији, изнесеној у канону Сергија (Шелонина), његова жена је почела да луди, изазивајући пометњу и гласине међу мештанима; Отац Василиј је покушао да истера демона и као резултат тога смртно је ранио своју жену.
Сахранивши своју убијену жену, Василије је отишао у Кола да се покаје светом Теодориту. Монах је наметнуо Василију необичну и невероватно тешку епитимију: да чамцем превозе ковчег са својом мртвом женом док се тело не распадне, путујући од Керета до Кола и назад. Василиј је морао да држи најстрожи пост и смео је да једе рибу само једном годишње, на Ускрс. Вративши се у Керет, Василиј је ископао ковчег са својом женом и три године пловио по узбурканом мору („против буре силовите“), непрестано певајући покајничке псалме пророка Давида. Штавише, лоше време је буквално пратило Василија током целог његовог трогодишњег покајничког путовања. У трећој години свог путовања, налазећи се на пристаништу на Светом Носу и видећи обиље морских црва, који су били узрок погибије многих бродова, Василиј се помолио Богу и „кропљењем воде“ истерао ове мекушце, учинивши „пут проходним“. Ово чудо је постало сведочанство Варламовог опроштаја.
Сахранивши своју жену по други пут, Василије је примио монашки постриг са именом Варлам. Вероватно је постриг извршио у манастиру Печенга јеромонах Јона 1548. године. Варлаам се није задржавао у манастиру Печенга. Како нам о томе говори канон, он пророчки предвиђа монаху Трифуну о његовој браћи: „Људи и села биће веома неукротиви, као дивље животиње...” После тога се Варлам вратио у завичај и настанио се на ушћу реке Керет, а после неког времена се удаљио од насељених места, у једно од насељених места Чуупског залива. Према канону, Варлам је добио дар исцељења и чудотворства, био је видовит, али се тиме није поносио, већ је, напротив, на сваки могући начин избегавао славу од људи.
Тачан датум смрти светог Варлама није познат. Највероватније је преминуо 1589. или 1590. године. Његово тело је пронашао сиромашни сељак и однео га у село Керет, где је и сахрањен.

## Канонизација и поштовање
Још за живота свети Варлам се прославио својим чудесима као исцелитељ и спаситељ на мору. После његове смрти, чуда су се умножила, и као резултат, почео је да се поштује не мање од Светог Николаја Мирликијског. 1722. године, приликом демонтаже капеле Великомученика Георгија Победоносца, пронађене су нетљене мошти Светог Варлаама. 1725. мошти су прегледане.
Упркос популарном поштовању, монах Варлам из Керета није био је званично канонизован. Његово помесно поштовање (истовремено и равноправно са Трифуном Печенешком), познато на северу средином 17. века.
Тек 1903. године Свети Варлам је уврштен у такозвани „Верни календар” и од тада има свој дан сећања у календарима.
До 1961. године мошти светог Варлаама биле су у селу, а потом нестале без трага. Спомен се празнује 6. новембра (19. н. с.). У Мурманској и Карелској епархији уобичајено је да се служи свеноћно бденије по општем мину.